# Dama s pahljačo
Dama s pahljačo je velika oljna slika španskega dvornega slikarja Diega Velázqueza. Upodablja žensko, ki na glavi nosi črno čipkasto tančico in temno obleko z nizkim steznikom. Na podlagi mesta v Velázquezovem slogovnem razvoju se domneva, da je bil portret naslikan med letoma 1638 in 1639. Zdaj je v zbirki Wallace v Londonu.

## Portretiranka
Dama s pahljačo je skrivnosten portret. Čeprav je večina drugih Velázquezovih portretov zlahka prepoznavnih podob članov španske kraljeve družine, njihovih dvorjanov in dvornih služabnikov, portretiranka v Dami s pahljačo še ni bila prepričljivo identificirana; manjkajo natančni dokumentarni podatki o portretu. Podrobnosti kostuma kažejo, da bi lahko bila Marie de Rohan, vojvodinja Chevreuse (1600–1679), ker je bila oblečena po francoski modi iz poznih 1630-ih. Obstaja en dokaz, da je Velázquez slikal Francozinjo, pismo z dne 16. januarja 1638, v katerem piše, da je nekoč upodobil izgnano vojvodinjo Chevreuse, ki je takrat živela v Madridu pod zaščito Filipa IV., potem ko je preoblečena pobegnila iz Francije kot moški. Toda nekateri strokovnjaki so trdili, da ni mogoče zaznati nobene podobnosti z drugimi portreti vojvodinje, in domnevali so, da je kostum ženske v Dami s pahljačo razkril špansko tapado, ki je bila predhodnica majas iz 18. stoletja.

## Lastništvo
Dama s pahljačo je bila prvič zabeležena v zbirki Luciena Bonaparteja v začetku 19. stoletja. Domneva se, da jo je Bonaparte pridobil v Španiji, ko je bil tam leta 1801. Ker pa v nobeni španski zbirki ni bilo zgodnejših zapisov o sliki, je možno tudi, da jo je pridobil bodisi v Angliji bodisi v Italiji, kjer je preživel večino obdobja napoleonskih vojn ali celo v Franciji, kjer je Bonaparte srečal takratnega vojvodo Luynesa, neposrednega potomca vojvodinje Chevreuse. Bonapartejeva zbirka je bila prodana leta 1816. Po nadaljnji prodaji je leta 1847 sliko kupil Richard Seymour-Conway, 4. markiz Hertfordski (1800-1870), in jo ob njegovi smrti prevzel njegov sin Sir Richard Wallace in tako v Wallaceovo zbirko.

## Dama v Mantilli
V zbirki Devonshire obstaja različica portreta, Dama v Mantilli. V Angliji je od 18. stoletja. (Inventarji kažejo, da je bila slika v zbirki 7. markiza Carpia, španskega aristokrata iz 17. stoletja, in zbirki lorda Burlingtona).
Ta različica je običajno na ogled v Chatsworth House v Derbyshiru, čeprav sta bili leta 2006 obe skupaj razstavljeni v zbirki Wallace.